# Seznam vojnih zločincev
To je seznam formalno obtoženih in neoproščenih vojnih zločincev v skladu z ravnanjem in pravili bojevanja, kot so jih določili nürnberški procesi po drugi svetovni vojni kot tudi starejši sporazumi, kot npr. Haaška konferenca v letih 1899 in 1907, Briand-Kelloggova pogodba leta 1928 in Ženevske konvencije iz let 1929 in 1949.
Glej tudi: Seznam vojnih zločinov 

## Seznam

### A
- Andrija Artuković -

### K
- Radovan Karadžić - srbski pesnik, politik, psihiater in vojni zločinec
- Franz Kutschera - avstrijski nacist

### R
- Friedrich Rainer - avstrijski pravnik, nacistični politik